# Akolutos
Akolutos, akolita (gr. ἀκόλουθος „akólouthos” – „towarzyszący, idący za kimś”) – dowódca straży przybocznej i niewolników pałacowych na dworze cesarzy bizantyjskich, w XI wieku przywódca najemnej gwardii wareskiej.